# Дубрава (Студенівське сільське поселення)
Дубрава (рос. Дубрава) — селище у Хотинецькому районі Орловської області Російської Федерації.
Населення становить 2 особи. Входить до муніципального утворення Студеновське сільське поселення.

## Історія
Населений пункт розташований у межах Чорнозем'я та історичного Дикого Поля. Від 13 червня 1934 року після ліквідації Центрально-Чорноземної області населений пункт увійшов до складу новоствореної Курської області.
Від 2013 року входить до муніципального утворення Студеновське сільське поселення.

## Населення
1. Н/Д[2]